# Сыздыков, Жакан
Жакан Сыздыков (10 мая 1901, Караагаш, Абайский сельский округ (Северо-Казахстанская область) — 23 октября 1977, Алма-Ата) — советский казахский поэт и переводчик.

## Биография
Родился в семье бедняка-скотовода. Происходит из рода атыгай племени аргын. В 1920—1921 гг. обучался на курсах красных учителей в Кокчета́ве.
В 1922—1926 годах работал в продовольственном комитете Кокчета́вского уезда.
В 1926—1929 — ответственный секретарь и заместитель директора газеты «Знамя Свободы» Акмолинской губернии, ответственный секретарь газеты «Қызыл Түркістан», «Оңтүстік Қазақстан», «Сталин жолы» (ныне «Жетісу»), в 1936—1960 работал в Казахстанском государственном издательстве художественной литературы, Союзе писателей Казахстана, телерадиокомитете при Совете Министров КазССР.

## Творчество
Член Союза писателей Казахстана.
Дебютировал в 1924 году. Первые стихи печатались на страницах газеты «Востандык-Туы». В своих сатирических произведениях резко высмеивал нравы враждебных революции баев.
Наиболее характерные из больших произведений Сыздыкова — поэмы «Майколь тамы» (памятник Майколь) и «Али-Карт». Первая рисует рабское положение казахской женщины до революции; вторая показывает процесс выдвижения новых людей в советском казахском ауле.

## Избранные произведения
Автор сборников стихов и поэм:
- «Еңбек жемістері» («Плоды труда», 1929),
- «Найзағай» («Молния», 1932),
- «Қызғалдақ» («Тюльпан», 1932),
- «История Арыса» (1932),
- «Сказка обезьян» (1933)
- «Толқын» («Волна», 1934)
- «Әлі қарттың әңгімелері» (1927),
- «Майкөл тамы» (1927),
- «Қос қыран» (1948).
- «Алмаз» (1950),
- «Жемчужная гора» (1953)
- «Патрис Лумумба» (1961),
- «Избранные произведения» (1961, 1971, 1978),
- Веяние жизни (1964),
- «Перевалы» (1968) и др.

Автор текстов песен «Во тьме Турции» (1950), «Оставленное дитя» (1954), «Есть народ вдалеке» (1956) и др.
Перевёл на казахский язык «Воскресенье» Л. Толстого (1955), занимался переводами с персидского, татарского и других языков.
Произведения Сыздыкова переведены на многие языки народов СССР.